# Bradascou
Le Bradascou est une rivière française de Nouvelle-Aquitaine, affluent rive droite de la Vézère et sous-affluent de la Dordogne.

## Géographie
Le Bradascou prend sa source en Corrèze vers 595 mètres d'altitude, au sud de la route départementale 16, au nord-ouest du lieu-dit Bellegarde, sur la commune de Chamberet. Il sert ensuite brièvement de limite entre la Corrèze et la Haute-Vienne (commune de Surdoux), puis revient en Corrèze.
Il  passe à l'est du village Meilhards, au sud-est de celui de Condat-sur-Ganaveix puis reçoit successivement en rive droite ses deux principaux affluents, le Ganaveix puis le ruisseau des Forges.
Il contourne Uzerche par le nord et rejoint la Vézère en rive droite, à 278 mètres d'altitude, près du lieu-dit la Renauffie, en limite des communes d'Uzerche et de Saint-Ybard.
Le Bradascou est long de 33 kilomètres et son bassin versant s'étend sur 178 km2.

### Affluents
Parmi les dix affluents du Bradascou répertoriés par le Sandre, les deux plus longs se situent en rive droite : le Ganaveix, avec 16,9 km ; le ruisseau des Forges, avec 22,1 km.

### Hydrologie
Le débit du Bradascou a été observé sur une période de 22 ans (1990-2011), à la station hydrologique du Pont-Vieux à Uzerche, c'est-à-dire moins d'un kilomètre avant sa confluence avec la Vézère. À cet endroit, le bassin versant représente la quasi-totalité de celui de l'ensemble du cours d'eau.
Le module y est de 2,96 m3/s.
Le Bradascou présente des fluctuations saisonnières de débit, avec une période de hautes eaux caractérisée par un débit mensuel moyen évoluant dans une fourchette de 2,96 à 5,00 m3/s, de novembre à mai inclus (avec un maximum en janvier). La période des basses eaux a lieu de juin à octobre, avec une baisse du débit moyen mensuel allant jusqu'à 1,24 m3 au mois d'août. Cependant ces chiffres ne sont que des moyennes et les fluctuations de débit peuvent être plus importantes selon les années et sur des périodes plus courtes.
À l'étiage, le VCN3 peut chuter jusque 0,54 m3, soit 540 litres par seconde, en cas de période quinquennale sèche.
Quant aux crues, les QIX 2 et QIX 5 valent respectivement 29 et 38 m3/s. Le QIX 10 est de 45 m3/s, le QIX 20 de 51 m3. 
Le débit instantané maximal enregistré durant cette période a été de 46,6 m3/s le 6 janvier 1994, tandis que la valeur journalière maximale était de 42,1 m3/s le même jour. La hauteur la plus élevée a été mesurée le 19 janvier 1998 à 2,04 mètres.
Au total, le Bradascou est un cours d'eau abondant. La lame d'eau écoulée dans son bassin versant est de 526 millimètres annuellement, ce qui est bien supérieur à la moyenne de la France entière tous bassins confondus (320 millimètres). Le débit spécifique de la rivière (ou Qsp) atteint ainsi le chiffre de 16,6 litres par seconde et par kilomètre carré de bassin.
Ces chiffres sont cependant à considérer avec prudence, compte tenu de la période d'observation limitée à seulement 22 ans.

### Communes et cantons traversés
Le Bradascou arrose neuf communes réparties sur trois cantons et deux départements du Limousin :
- Haute-Vienne
  - Canton de Châteauneuf-la-Forêt
    - Surdoux
- Corrèze
  - Canton de Treignac
    - Chamberet (source)
    - Rilhac-Treignac
    - Peyrissac

  - Canton d'Uzerche
    - Meilhards
    - Condat-sur-Ganaveix
    - Eyburie
    - Uzerche (confluent)
    - Saint-Ybard (confluent)